# Coccygidium erythrocephalum
Coccygidium erythrocephalum är en stekelart som först beskrevs av Cameron 1905.  Coccygidium erythrocephalum ingår i släktet Coccygidium och familjen bracksteklar. Inga underarter finns listade i Catalogue of Life.